# 神偷卡门
《神偷卡门》（英文：Where on Earth Is Carmen Sandiego?）是1994年由美国迪克动画制作的一部40集的动画片。根据一部解迷类的益智游戏所改编。曾分別在中国大陆《小神龙俱乐部》以及迪士尼頻道 (台灣)播放中文配音版。另本片曾获得格莱美最佳动画剧作奖。

## 内容介绍
主人公卡门·聖地牙哥从小就是一个孤儿，17岁时巅峰侦探社收留了卡门，凭卡门的机智破获了不少棘手的案件，后来她成为了巅峰侦探社的一员。可不曾想到的是卡门神秘的失踪了，并变成了偷窃全世界著名艺术品的罪犯，以此为挑战的卡门，在每次行动之前都会留下线索使全国各地的刑警去追捕她。

## 主題曲
片頭主題曲改編自莫札特德語歌劇《后宫诱逃》第一幕第九景出現的合唱《Singt dem großen Bassa Lieder》（讚頌偉大的帕夏）。

## 人物介绍
卡門·山地亞格/卡門·聖地牙哥（Carmen Sandiego）
配音：丽塔·莫瑞诺（美國）；李直平（台灣）
卡门是一个全世界通缉的女神偷。是一个有着黑色波浪形长髮，身着红色風衣，红色高跟鞋以及红色宽沿帽的知性美女。她是犯罪集团V.I.L.E.的领导人，常常联合手下并且利用高科技手段在世界各地盗窃一些著名的古老文物，她的目的并不是想要独占这些宝藏，而是把偷窃变成一场极具挑战性的游戏。并称自己是世界上最伟大的小偷。在她的每次计划中，她都会留下线索，让巅峰侦探社的侦探们对她进行追捕。
她从小就是个孤儿，由于一场火灾使她与双亲失去了联系。后来她被送到了旧金山的金门女子学校就读，并且搜寻着双亲的下落。卡门在女子学校毕业后，巅峰侦探社就收留了她，使它成为了巅峰侦探社的一员。聪明机智的她在17岁时就破获了不少大小案件，可后来卡门竟然神秘的失踪了，当她再次归来时，她已经变成了世界级的罪犯。在此之间，她终于找到了自己的父亲，但她父亲却不承认他有这个以偷窃犯罪为生的女儿。
柴克（Zack）
配音：斯科特·曼威尔（美國）；劉傑（台灣）
拥有金色头发的14岁少年。是巅峰侦探社中最年轻的一员，同时也是艾薇的弟弟。精通多国语言，头脑发达，但体力不是很好。
艾薇（Ivy）
配音：罗杰·邦帕斯（美國）；林芳雪（台灣）
柴克的姐姐。是一个拥有着红色短发，性格沉稳且武艺高强的女性，擅长野外生存技巧。同时她也是巅峰侦探社的成员之一，与弟弟柴克一组，一同追捕卡门。
老大（The Chief）
配音：詹尼弗·哈尔（美國）；趙明哲（台灣）
巅峰侦探社的领导，是一个电脑主机系统的程式。专门给柴克和艾薇提供关于卡门下落的信息以及犯罪网上的最新消息。巅峰侦探社的每位成员在世界各地瞬间穿行抓捕罪犯的C5航道都是通过它而实现的。
它在巔峰偵探社的第一個搭檔正是卡門
玩家（The Player）
坐在电脑前帮助巅峰侦探们追捕卡门的真實男孩或女孩。故事开头和结尾都会以电脑通信的方式与卡门进行总结、交谈。

## 各集标题
| 集数 | 标题                   | 盜竊物品 |
| ---- | ---------------------- | --- |
| 1    | 失窃的微笑             | 梵谷自畫像的眼睛、畢卡索自畫像的鼻子、蒙娜麗莎的微笑的嘴巴                                                                                |
| 2    | 外太空的呼唤           | 石柱群、阿雷西波天文望遠鏡、摩艾石雕像 |
| 3    | 恐龙风云               | 俄羅斯Mi-26軍機、泰姬瑪哈陵屋頂、基因資料磁片、恐龍骨骸、科摩多龍                                                                         |
| 4    | 月球梦                 | 便宜玩具、火箭、太空梭 |
| 5    | 须毛                   | 皇室珠寶中的鑽石項鍊、倫敦塔的部分、黑沙灘、圖騰柱、魚子醬、白獅、獨木舟                                                                  |
| 6    | 美好的往日时光         | 炸藥、皇家利比扎馬、西部牛仔戲服、東方快車                                                                                                |
| 7    | 游戏规则               | 凯薩琳大帝的馬車跟雕像、兵馬俑、高塔、騎士盔甲、梵蒂岡主教雕像、查爾斯頓軍校操場、卡美哈梅哈一世的雕像                                    |
| 8    | 章节                   | 安徒生的美人魚雕像、迪更斯的墨水池、馬克吐溫的寫字桌、吉卜林所描述的叢林廢墟、巔峰偵探社的系統光碟片                                      |
| 9    | 悦耳的乐章             | 雪梨歌劇院、史特拉第瓦里製作的小提琴、歌劇禮服、古董節拍器、音樂家的才華                                                                  |
| 10   | 游戏                   | 古埃及化妝箱、日本能劇面具、希臘雅典露天劇場                                                                                              |
| 11   | 与卡门有约（上集）     | 保羅·里維爾的自由碗跟馬蹄鐵、裝載茶葉的船隻、富蘭克林的鑰匙、美國的自由之鐘、 俄羅斯實驗室的時間晶片、巔峰時光定時器                      |
| 12   | 与卡门有约（下集）     | 保羅·里維爾的自由碗跟馬蹄鐵、裝載茶葉的船隻、富蘭克林的鑰匙、美國的自由之鐘、 俄羅斯實驗室的時間晶片、巔峰時光定時器                      |
| 13   | 分散                   | 聖米歇爾山、達文西發明品的模型、菩提樹、朱爾·凡爾納的原稿、相片簿的相片                                                                   |
| 14   | 头盖骨与两条大腿骨     | 古董大砲、海盜船、海底洞穴圖 |
| 15   | 炽热的冰               | 磁泡記憶體、馬戲團資料、直升機、煤礦 |
| 16   | 合而为一               | 仰光大金寺的黃金屋頂、維京古船、聖火、美國海軍特種部隊訓練課程、漢摩拉比法典                                                              |
| 17   | 清道夫                 | 皇冠、俄國蛋鐘、貓王的粉紅色凱迪拉克、華盛頓的雕像、拿破崙的搖籃、名畫“生日”                                                              |
| 18   | 下雨时                 | 休斯H-4大力神（雲杉鵝號）、無線電探空儀、太陽爐、熱帶雨林、亞他加馬巨人                                                                   |
| 19   | 少年像（上集）         | 圖坦卡門的石棺、畢卡索的畫作、亞歷山大的神諭、 但丁的神曲、珠寶、考古學博物館的門票收入、鑄幣廠金塊                                       |
| 20   | 少年像（下集）         | 圖坦卡門的石棺、畢卡索的畫作、亞歷山大的神諭、 但丁的神曲、珠寶、考古學博物館的門票收入、鑄幣廠金塊                                       |
| 21   | 往事重现               | 象牙、藍色希望鑽石、泡沫黏膠、黃金、文樂木偶、古代石器                                                                                    |
| 22   | 雌虎                   | 拿破崙的檔案和軍旗、波斯雙陸、薛曼將軍的戰略圖、貝葉掛毯、日本刀刀座、草薙                                                                |
| 23   | 乌鸦神偷               | 非洲之星、油燈、鳥鳴競賽的錄音帶 |
| 24   | 巫师之灵               | 美國土著頭飾、羅賽塔石碑、埃爾金大理石雕、印地安巫師的響聲器、女巫的卡奇納木偶、巫醫的儀式用盾牌                                          |
| 25   | 遗迹                   | 紅寶石鞋、泰迪熊、名畫“罌粟田”、孤兒院 |
| 26   | 迷宫传奇（上集）       | 比薩斜塔、帕德嫩神廟、凱旋門、吳哥窟的縮小模型、馬可·奧里略的半身像、 卡門過去的犯罪資料、非洲豹人服裝、電磁石、 漢尼拔的大象、羅馬競技場 |
| 27   | 2101年风云女性（中集） | 比薩斜塔、帕德嫩神廟、凱旋門、吳哥窟的縮小模型、馬可·奧里略的半身像、 卡門過去的犯罪資料、非洲豹人服裝、電磁石、 漢尼拔的大象、羅馬競技場 |
| 28   | 羅馬奇案（下集）       | 比薩斜塔、帕德嫩神廟、凱旋門、吳哥窟的縮小模型、馬可·奧里略的半身像、 卡門過去的犯罪資料、非洲豹人服裝、電磁石、 漢尼拔的大象、羅馬競技場 |
| 29   | 往日情懷               | 衛星傳送站、彌賽亞樂譜、大砲、聖誕樹 |
| 30   | 复仇记（上集）         | 卡帕西亞號的航海日誌、遙控潛水器、鐵達尼號 浴帽、海底飯店、木材、維京船明信片 歌劇“卡門”歌譜、海軍補給艦、諾亞方舟                        |
| 31   | 复仇记（上集）         | 卡帕西亞號的航海日誌、遙控潛水器、鐵達尼號 浴帽、海底飯店、木材、維京船明信片 歌劇“卡門”歌譜、海軍補給艦、諾亞方舟                        |
| 32   | 复仇记（下集）         | 卡帕西亞號的航海日誌、遙控潛水器、鐵達尼號 浴帽、海底飯店、木材、維京船明信片 歌劇“卡門”歌譜、海軍補給艦、諾亞方舟                        |
| 33   | 跟随我的脚步           | 火山灰、古代人類足跡、壁畫「最後的晚餐」、阿姆斯壯的足跡                                                                                  |
| 34   | 任务又失败了           | 兔腳幸運符、氣墊船、那哈巨石、梅那湖溝、戰神「庫卡依利默庫」雕像                                                                          |
| 35   | 卡门山地亚格的审判     | 黃金塔、卡門大衣的碎衣角、英國大憲章 |
| 36   | 万圣节                 | 薩溫節面具、蠟燭、蕪菁、圖倫男子、恐怖片道具車                                                                                            |
| 37   | 掌握时机               | 舊沙發、戒指、警用機車、木箱、漢利號潛艇、鞋子、雷姆卜蘭特的名畫                                                                          |
| 38   | 爱神卡门               | 聲控機器人、巧言石、朱麗葉的陽台、風車、DNA追蹤器文件                                                                                     |
| 39   | 身世之谜（上集）       | 雕刻藝術品、有關“A”的書籍和文件、「祖國母親在召喚」雕像、 藍色希望鑽石、皇冠珠寶、武士刀、何那斯·華格納的棒球卡、名畫“蒙娜麗莎的微笑”     |
| 40   | 身世之谜（下集）       | 雕刻藝術品、有關“A”的書籍和文件、「祖國母親在召喚」雕像、 藍色希望鑽石、皇冠珠寶、武士刀、何那斯·華格納的棒球卡、名畫“蒙娜麗莎的微笑”     |

## 外部鏈接
- 互联网电影数据库（IMDb）上《Where on Earth Is Carmen Sandiego?》的资料（英文）
- 爛番茄上《Where on Earth Is Carmen Sandiego?》的資料（英文）
- AllMovie上《Where on Earth Is Carmen Sandiego?》的资料（英文）
- 时光网上《神偷卡门》的資料（简体中文）
- 豆瓣电影上《神偷卡门》的資料 （简体中文）